# 卡斯蒂利亞戰爭
卡斯蒂利亞戰爭，是1578年西班牙帝國軍隊遠征婆羅洲汶萊帝國的一場戰役。
由16世紀中開始，因從地中海到東南亞通過中亞和中東地區的陸路通道被穆斯林佔據，歐洲人試圖找到前往東南亞的另一條途徑海路。這樣他們就可以直接與有香炓的馬來群島貿易，當時文萊是婆羅洲島的外圍同時寬鬆控制菲律賓部分地區。這引起西班牙與汶萊帝國的衝突。
在1565年，西班牙帝國從墨西哥派出一支由米格尔·洛佩斯·德莱加斯皮率領的探險隊，在宿務登陸。一時間宿霧成為群島主要貿易站的首都，這也是西班牙人第一個傳播天主教的地方。正因為如此，西班牙人的願望與文萊發生衝突。在1485和1521年文萊蘇丹博爾基亞把勢力延伸至馬尼拉附近，在1571年米格尔·洛佩斯·德莱加斯皮開始攻擊馬尼拉的伊斯蘭王國和傳播天主教。此舉也引起西班牙人與蘇祿蘇丹國的摩洛戰爭。
1576年，西班牙派往馬尼拉的總督已從墨西哥趕來，他是弗朗西斯科·桑德。他向蘇丹賽夫里賈爾提出訪問請求。他解釋他們希望與文萊保持友好關係，並要求蘇丹允許在文萊傳播基督教。同時，他要求文萊結束在菲律賓傳播伊斯蘭教。蘇丹賽夫里賈爾不同意這些條款，並表示他反對西班牙在菲律賓的活動。
西班牙於1578年宣戰，攻擊並奪取當時文萊首都哥打峇都，這是因兩個貴族Pengiran Seri Lela和Pengiran Seri Ratna協助的結果。西班牙同意，如果他們成功地征服了文萊，Pengiran Seri Lela會成為新蘇丹。在1578年3月，西班牙艦隊由桑德率領，開始了他們對文萊的遠征。探險隊由400個西班牙人，1500個菲律賓當地人和300個汶萊人。戰爭還包括對還包括在棉蘭老島和蘇祿的行動。
西班牙軍隊在1578年4月16日成功入侵首都哥打峇都，他們燒毀清真寺但因霍亂和痢疾疫情，在1578年6月26日他們決定放棄文萊返回馬尼拉，前後停留72天。
儘管自文萊撤退，西班牙還是設法保持在呂宋島的據點。幾年後，他們再次準備與蘇丹國交易，在1599年他們要求與汶萊帝國關係正常化。
戰後，文萊帝國國將不再是在海上帝國，最終變成一個城市國家，甚至割讓自己領土，直到現在世界成為最小的國家之一。今天汶萊在與歐洲列強打交道持續謹慎的這一新政策允許它生存下來，並成為最古老的連續伊斯蘭國家之一。